# Totness, Surinam
Totness este un oraș în partea de nord a statului Surinam, pe malul Atlanticului. Este reședința districtului Coronie. Originea scoțiană a numelui se datorează primilor coloniști care au avut plantații aici.